# Parahernandria ventralis
Espèce
Synonymes
- Hernandria ventralis Banks, 1913

Parahernandria ventralis est une espèce d'opilions laniatores de la famille des Ampycidae.

## Distribution
Cette espèce est endémique de la province de San José au Costa Rica. Elle se rencontre vers Santa María.

## Description
La femelle holotype mesure 6 mm.

## Systématique et taxinomie
Cette espèce a été décrite sous le protonyme Hernandria ventralis par Banks en 1913. Elle est placée dans le genre Parahernandria par Goodnight et Goodnight en 1947.

## Publication originale
- Banks, 1913 : « Notes on some Costa Rican Arachnida. » Proceedings of the Academy of Natural Sciences of Philadelphia, vol. 65, p. 676-687 (texte intégral).